# RenderMan
PhotoRealistic RenderMan, comunemente abbreviato in RenderMan, è un motore di rendering sviluppato dalla Pixar Animation Studios per la realizzazione dei propri film.
RenderMan viene usato insieme a Maya, ed è disponibile in una versione commerciale che la Pixar vende dal proprio sito con bridges (o puglins) a Sidefx Houdini e Katana.
Da agosto 2014, una versione del software, con tutte le funzionalità, è stata resa disponibile in modo gratuito a chiunque ne faccia richiesta: i termini della licenza libera con cui il software è stato reso disponibile vincolano l'utilizzo a soli scopi di valutazione del pacchetto e approfondimento delle sue funzionalità, escludendo l'utilizzo a fini di profitto.